# Championnats du monde juniors de ski alpin 2013
Navigation
Édition précédente Édition suivante
La 31e édition des Championnats du monde juniors de ski alpin se déroule du 20 février 2013 au 27 février 2013 au Québec au Canada. Deux centres de ski ont été sélectionnés : le Mont Sainte-Anne (slalom géant, slalom spécial et compétition par équipe) et le massif de Charlevoix (descente et super-g).

## Podiums

### Hommes
| Épreuve                 | Médaille d'or           | Médaille d'argent | Médaille de bronze       |
| Descente 23/02/2013     | Nils Mani               | Thomas Mayrpeter  | Valentin Giraud Moine    |
| Super G 24/02/2013      | Thomas Mayrpeter        | Nils Mani         | Adrian Smiseth Sejersted |
| Slalom géant 25/02/2013 | Aleksander Aamodt Kilde | Alex Zingerle     | Žan Kranjec              |
| Slalom 26/02/2013       | Manuel Feller           | Ramon Zenhäusern  | Santeri Paloniemi        |
| Combiné 26/02/2013      | Henrik Kristoffersen    | Gino Caviezel     | Endre Bjertness          |

### Femmes
| Épreuve                 | Médaille d'or        | Médaille d'argent     | Médaille de bronze  |
| Descente 26/02/2013     | Jennifer Piot        | Stephanie Venier      | Romane Miradoli     |
| Super G 24/02/2013      | Stephanie Venier     | Corinne Suter         | Rosina Schneeberger |
| Slalom géant 03/03/2012 | Lisa-Maria Zeller    | Ragnhild Mowinckel    | Romane Miradoli     |
| Slalom 01/03/2012       | Magdalena Fjällström | Michelle Gisin        | Adeline Baud        |
| Combiné 08/03/2012      | Ragnhild Mowinckel   | Maria Therese Tviberg | Adeline Baud        |

### Team Event
| Épreuve    | Médaille d'or                                                                  | Médaille d'argent                                                | Médaille de bronze                                           |
| Team Event | Suède Nathalie Eklund Charlotta Säfvenberg Max Gordon Sundquist Daniel Steding | Suisse Wendy Holdener Rahel Kopp Luca Aerni Bernhard Niedeberger | Canada Tianda Carroll Mikaela Tommy Trevor Philp Ford Swette |

## Tableau des médailles
| Rang | Nation   | Or | Argent | Bronze | Total |
| ---- | -------- | -- | ------ | ------ | ----- |
| 1    | Autriche | 4  | 2      | 1      | 7     |
| 2    | Norvège  | 3  | 2      | 2      | 7     |
| 3    | Suisse   | 1  | 6      | 0      | 7     |
| 4    | Suède    | 2  | 0      | 0      | 2     |
| 5    | France   | 1  | 0      | 5      | 6     |
| 6    | Italie   | 0  | 1      | 0      | 1     |
| 7    | Slovénie | 0  | 0      | 1      | 1     |
|      | Finlande | 0  | 0      | 1      | 1     |
|      | Canada   | 0  | 0      | 1      | 1     |